# Amphiascus brevis
Amphiascus brevis är en kräftdjursart som beskrevs av Georg Ossian Sars 1909. Amphiascus brevis ingår i släktet Amphiascus och familjen Diosaccidae. Inga underarter finns listade i Catalogue of Life.